# Ed Asner
Eddie Asner (Kansas City, Missouri, 15 de novembre de 1929 - Los Angeles, Califòrnia, 29 d'agost de 2021) fou un actor de cinema i televisió estatunidenc.
Asner ha estat guanyador d'un Premi Emmy i ex-president de Screen Actors Guild, principalment conegut pel seu paper com a Lou Grant en The Mary Tyler Moore Show i en el spin-off d'aquesta sèrie televisiva Lou Grant. El 2009 li posà veu a Carl Fredicksen en Up.
Pel que fa a la política, va ser un socialista democràtic acèrrim. Va formar part del Partit Demòcrata dels Estats Units, però també va ajudar a formar els Socialistes Democràtics d'Amèrica.

## Filmografia

### Cinema
- The Slender Thread - Detectiu Judd Ridley (1965)
- El virus de Satan (The Satan Bug) - Veretti (1965)
- El Dorado - Bart Jason (1967)
- Change of Habit - Police Officer (1969)
- Aules rebels (Halls of Anger) (1969)
- The Girl Most Likely to... - Detectiu Ralph Varone (1973)
- Hey, I'm Alive – Ralph Flores (1975)
- Gus - Hank Cooper (1976)
- Fort Apache, The Bronx - capità Dennis Connolly (1981)
- Americas in Transition (1981) (narrador)
- Moon over Parador (1988) (ell mateix)
- The Cops Are Robbers - (1990)
- JFK - Guy Banister, CIA/FBI (1991)
- Goldilocks and the Three Bears (1995) (Bruno)
- Hard Rain - Oncle Charlie (1998)
- El solter (The Bachelor) - Sid Gluckman (1999)
- Estic fet un animal (The Animal) - (2001)
- Elf - Santa Claus (2003)
- National Lampoon's Christmas Vacation 2: Cousin Eddie's Island Adventure - Oncle Nick (2003)
- Out of the Woods - Jack (2005)
- Gigantic - (2008)
- Christmas Is Here Again - Krad (2008)
- Generation Gap - Coronel Bart Cahill (2008)
- Channels - Ed Packard
- Up - Carl Fredricksen (2009)
- Stride - Charlie Arnesson (2009)
- The Raft - Seymour Popper (2009)

## Televisió
- Target: The Corruptors! - Tyler a l'episodi, The Golden Carpet, 1961
- The Eleventh Hour - Max Brenson a l'episodi My Name is Judith, I'm Lost, You See (1963)
- The Outer Limits - Sergent Siroleo a l'episodi It Crawled Out of the Woodwork, 1963
- Gunsmoke - Sergeant Wilks a l'episodi Hung High, 1964
- The Wild Wild West - Furman Crotty a l'episodi The Night of the Amnesiac, 1969
- Mission: Impossible - George Simpson a l'episodi The Mind of Stefan Miklos, 1969
- Daughter of the Mind – Wiener ia l'ABC Movie of the Week, 1969
- The Mary Tyler Moore Show - Lou Grant (1970–1977)
- The Girl Most Likely to... - Detectiu Ralph Varone (1973)
- Rhoda - Lou Grant (1974)
- Hawaii Five-O - com August March a l'episodi Wooden Model of a Rat, (1975)
- Cher - ell mateix (1975)
- Rich Man, Poor Man - Axel Jordache (1976)
- Roots - capità Thomas Davies (1977)
- Lou Grant - Lou Grant (1977–1982)
- The Gathering - Adam Thornton (1977)
- Off the Rack - Sam Waltman (1985)
- Kate's Secret - Dr. Resnick (1986)
- The Christmas Star - Horace McNickle (1986)
- The Bronx Zoo - Principal Joe Danzig (1987)
- Happy Castle - The Well of What (1988)
- Gypsy - Pop (1993)
- Thunder Alley - Gil Jones (1994)
- Conte de Nadal (A Christmas Carol), 1997
- The X-Files - Maurice a l'episodi How the Ghosts Stole Christmas, 1998
- Papa Giovanni: Ioannes XXIII – Angelo Roncalli (2002)
- Curb Your Enthusiasm- Mr. Wiener (2001)
- ER - artista (2003)
- The Christmas Card – Luke (2006)
- Studio 60 on the Sunset Strip - Wilson White (2006–2007)
- CSI:NY - Klaus Braun (alias Abraham Klein) a l'episodi Yahrzeit, 2009)

## Premis i nominacions

### Premis
- 1971: Primetime Emmy al millor actor secundari en sèrie còmica per Mary Tyler Moore
- 1972: Globus d'Or al millor actor en minisèrie o telefilm per Mary Tyler Moore
- 1972: Primetime Emmy al millor actor secundari en sèrie còmica per Mary Tyler Moore
- 1975: Primetime Emmy al millor actor secundari en sèrie còmica per Mary Tyler Moore
- 1976: Globus d'Or al millor actor en minisèrie o telefilm per Mary Tyler Moore
- 1977: Globus d'Or al millor actor en minisèrie o telefilm per Rich Man, Poor Man
- 1978: Globus d'Or al millor actor en sèrie de televisió dramàtica per Lou Grant
- 1978: Primetime Emmy al millor actor en sèrie dramàtica per Lou Grant
- 1980: Globus d'Or al millor actor en sèrie de televisió dramàtica per Lou Grant
- 1980: Primetime Emmy al millor actor en sèrie dramàtica per Lou Grant

### Nominacions
- 1973: Globus d'Or al millor actor secundari en sèrie de televisió per Mary Tyler Moore
- 1974: Globus d'Or al millor actor secundari en sèrie de televisió per Mary Tyler Moore
- 1975: Globus d'Or al millor actor en sèrie de televisió musical o còmica per Mary Tyler Moore
- 1979: Primetime Emmy al millor actor en sèrie dramàtica per Lou Grant
- 1981: Globus d'Or al millor actor en sèrie de televisió dramàtica per Lou Grant
- 1982: Globus d'Or al millor actor en sèrie de televisió dramàtica per Lou Grant